# یواس‌اس گاتلینگ (دی‌دی-۶۷۱)
یواس‌اس گاتلینگ (دی‌دی-۶۷۱) (به انگلیسی: USS Gatling (DD-671)) یک کشتی بود که طول آن ۳۷۶ فوت ۵ اینچ (۱۱۴٫۷۳ متر) بود. این کشتی در سال ۱۹۴۳ ساخته شد.